# Łyżeczka (anatomia)
Łyżeczka (łac. flabellum, labellum) – element narządów gębowych niektórych pszczół, wchodzący w skład wargi dolnej.
Łyżeczka stawowi rozszerzony, przezroczysty, odsiebny płatek, umieszczony na wierzchołku języczka.